# Ramón Palacio
Ramón Palacio (Zaragoza, 1793-Santiago de Compostela, 29 de diciembre de 1863) fue un compositor y maestro de capilla español.

## Vida
Ramón Palacio era hijo de un cantor contralto de la capilla de música de la Catedral de Santiago de Compostela. En 1793, año del nacimiento de Palacio, su padre formaba parte de la capilla de la Catedral de Sevilla, en calidad de cantor. Es de suponer que se educó en la metropolitana de Sevilla, probablemente bajo el magisterio de Domingo Arquimbau.
En 1816 se encontraba como maestro de capilla de la Colegiata de Antequera, en la que no permaneció por mucho tiempo, ya que en 1817 firmó los ejercicios para las oposiciones al magisterio de la Catedral de Zaragoza. El cargo había quedado vacante tras la partida a la Catedral de Oviedo de Ramón Cuéllar por cuestiones políticas y de salud, y Palacio consiguió convertirse en el sucesor en Zaragoza, siendo nombrado el 11 de octubre de 1817. Tampoco estuvo mucho tiempo en Zaragoza, ya que un año después fue nombrado maestro de capilla de la Catedral de Zamora.
El 19 de agosto de 1826 tomó posesión del cargo de maestro de capilla de la Catedral de Santiago de Compostela, puesto en el que permaneció por 37 años, hasta su fallecimiento el 29 de diciembre de 1863. Sus años en Santiago fueron difíciles, ya que coincidieron las desamortizaciones de Mendizábal (1836-1837), Espartero (1841) y Madoz (1854-1856), lo que provocó insalvables dificultades económicas en la Catedral.

## Obra
Se ha conservado una numerosa obra, entre las que se cuentan misas, motetes, responsorios, salmos, himnos y villancicos. Están en su mayoría en los archivos catedralicios de Zaragoza y Santiago de Compostela.
Destaca el villancico «a toda orquesta» que realizó con ocasión de la ofrenda al Apóstol en Santiago de Compostela en 1858:

Salve, o Reina, de España dulce,
Tierna Madre del Pueblo Español;
Salve, o Reina Isabel, de Galicia,
De Santiago el espléndido sol.

El cronista local menciona la obra escuetamente:

El siguiente día 9 celebróse también con gran magnificencia el santo sacrificio de la Misa en la Catedral, cantándose un himno sagrado puesto expresamente en música por D. Ramón Palacio, Canónigo Maestro de capilla de la misma santa iglesia.

Aunque de forma errónea, ya que el villancico se había estrenado el 25 de julio de 1830, en la ofrenda realizada por el obispo de Orense, Dámaso Egidio Iglesias Lago, delegado regio, en nombre de María Cristina de Borbón-Dos Sicilias, madre de Isabel II. Es decir, el maestro sustituyó el nombre de Cristina en el villancico titulado De Cristina, nuestra dulce reina. Villancico al Glorioso Apóstol Santiago. Para la oferta de la Reyna por el de Isabel, para poder reutilizar el villancico con el título De Isabela, nuestra dulce reina. Villancico al Sto. Apóstol Santiago. Letra que se puso a la venida de S. M. la reina Dª Ysabel 2ª y demás Rl familia, el 7 de setiembre de 1858.